# Mauremys iversoni
Mauremys iversoni är en sköldpaddsart som beskrevs av  Peter Charles Howard Pritchard och MCCORD 1991. Mauremys iversoni ingår i släktet Mauremys och familjen Geoemydidae. Inga underarter finns listade i Catalogue of Life.
Populationens taxonomiska status är omstridd. Den listas av Reptile Database bara som synonym till Mauremys mutica.